# Världsmästerskapen i bordtennis 1954
Världsmästerskapen i bordtennis 1954 spelades i Wembley Arena under perioden 5-14 april 1954.

## Medaljörer

### Lag
| Disciplin            | Guld                                                         | Silver                                                                                 | Brons                                                                            |
| Herrarnas lagtävling | Japan Kazuo Kawai Ichiro Ogimura Kichii Tamasu Yoshio Tomita | Tjeckoslovakien Ivan Andreadis Josef Posejpal Adolf Slar Ladislav Štípek Vaclav Tereba | England Richard Bergmann Kenneth Craigie Johnny Leach Aubrey Simons Harry Venner |
| Damernas lagtävling  | Japan Fujie Eguchi Hideko Goto Yoshiko Tanaka Kiiko Watanabe | Ungern Gizella Gervai Ilona Kerekes Éva Kóczián Ágnes Simon                            | England Kathleen Best Ann Haydon Diane Rowe Rosalind Rowe                        |

### Individuellt
| Disciplin   | Guld                          | Silver                         | Brons                           |
| Herrsingel  | Ichiro Ogimura                | Tage Flisberg                  | Ivan Andreadis                  |
| Herrsingel  | Ichiro Ogimura                | Tage Flisberg                  | Richard Bergmann                |
| Damsingel   | Angelica Rozeanu              | Yoshiko Tanaka                 | Éva Kóczián                     |
| Damsingel   | Angelica Rozeanu              | Yoshiko Tanaka                 | Fujie Eguchi                    |
| Herrdubbel  | Žarko Dolinar Vilim Harangozo | Viktor Barna Michel Haguenauer | Ichiro Ogimura Yoshio Tomita    |
| Herrdubbel  | Žarko Dolinar Vilim Harangozo | Viktor Barna Michel Haguenauer | Adolf Slar Vaclav Tereba        |
| Damdubbel   | Diane Rowe Rosalind Rowe      | Kathleen Best Ann Haydon       | Fujie Eguchi Kiiko Watanabe     |
| Damdubbel   | Diane Rowe Rosalind Rowe      | Kathleen Best Ann Haydon       | Gizella Gervai Angelica Rozeanu |
| Mixeddubbel | Ivan Andreadis Gizella Gervai | Yoshio Tomita Fujie Eguchi     | Viktor Barna Rosalind Rowe      |
| Mixeddubbel | Ivan Andreadis Gizella Gervai | Yoshio Tomita Fujie Eguchi     | Žarko Dolinar Ermelinde Wertl   |

### Fotnoter
1. ↑  ”World Championships Results”. ITTF Museum. Arkiverad från originalet den 11 maj 2012. https://web.archive.org/web/20120511103023/http://www.ittf.com/museum/results/WorldChresults.html. Läst 7 april 2012.
2. ↑  ”ITTF Statistics”. ittf.com. Arkiverad från originalet den 29 oktober 2013. https://web.archive.org/web/20131029230730/http://www.ittf.com/ittf_stats/All_events4.asp?Competition_ID=24. Läst 7 april 2012.